# Leucogyrophana luridochracea
Leucogyrophana luridochracea är en svampart som först beskrevs av Corner, och fick sitt nu gällande namn av Ginns 1976. Leucogyrophana luridochracea ingår i släktet Leucogyrophana och familjen Hygrophoropsidaceae.   Inga underarter finns listade i Catalogue of Life.